# João (filho de Rufino)
João (em latim: Ioannes) foi um oficial bizantino do século VI, ativo durante o reinado do imperador Justiniano (r. 527–565). Filho do famoso general e emissário Rufino, é mencionado pela primeira vez em 528, quando recebeu o consulado honorífico e foi nomeado conde augustano do mar Pôntico com sede em Hierão. No mesmo ano liderou um ataque marítimo contra um bando de hunos invasores e por 540 foi enviado como emissário ao xá sassânida Cosroes I (r. 531–578).

## História

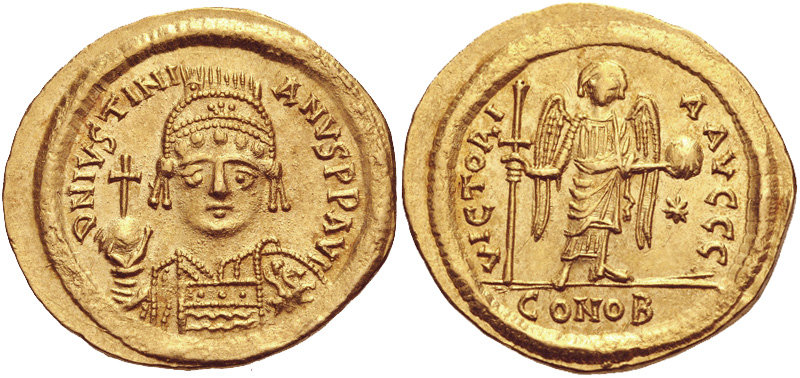
Soldo de Justiniano r.

Nascido em data desconhecida, João era filho do general e emissário Rufino com sua esposa, filha do general João, o Cita. É mencionado pela primeira vez em 528, quando foi nomeado como cônsul honorário, uma posição vitalícia. No mesmo ano foi nomeado conde augustano do mar Pôntico com sede em Hierão, provavelmente como chefe do posto alfandegário instalado por Justiniano. Pelo tempo de sua nomeação, foi informado que a guarnição do Bósforo Cimério havia sido destruída por um huno liderado por Mugel. Justiniano ordenou que João, sob comando duma frota gótica, atacasse os invasores por mar, enquanto Gudila e Baduário por terra. Com a aproximação deles, os hunos fugiram. João é novamente citado em 540, quando foi enviado por Justiniano como emissário, ao lado de Juliano, ao xá sassânida Cosroes I (r. 531–578) no começo da Guerra Lázica entre o Império Sassânida e o Império Bizantino. Segundo relado pelas fontes, durante sua viagem, teriam passado por Antioquia, onde, sob ordens imperiais, proibiram que qualquer dinheiro fosse entregue aos invasores persas.